# Marienkirche (Kirchensall)

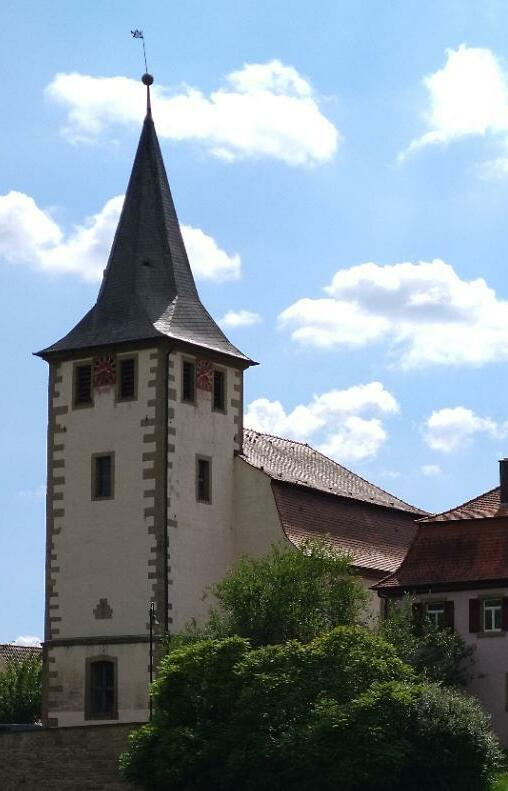
Marienkirche in Kirchensall

Die evangelische Marienkirche steht in Kirchensall, einem Stadtteil von Neuenstein im Hohenlohekreis in Baden-Württemberg. Das Bauwerk ist beim Landesamt für Denkmalpflege Baden-Württemberg als Baudenkmal eingetragen. Die Kirchengemeinde gehört zum Kirchenbezirk Öhringen der Evangelischen Landeskirche in Württemberg. Namensgeberin der Kirche ist Maria, die Mutter Jesu.
Die Kirche wurde von der Denkmalstiftung Baden-Württemberg zum „Denkmal des Monats Dezember 2013“ ernannt.

## Beschreibung

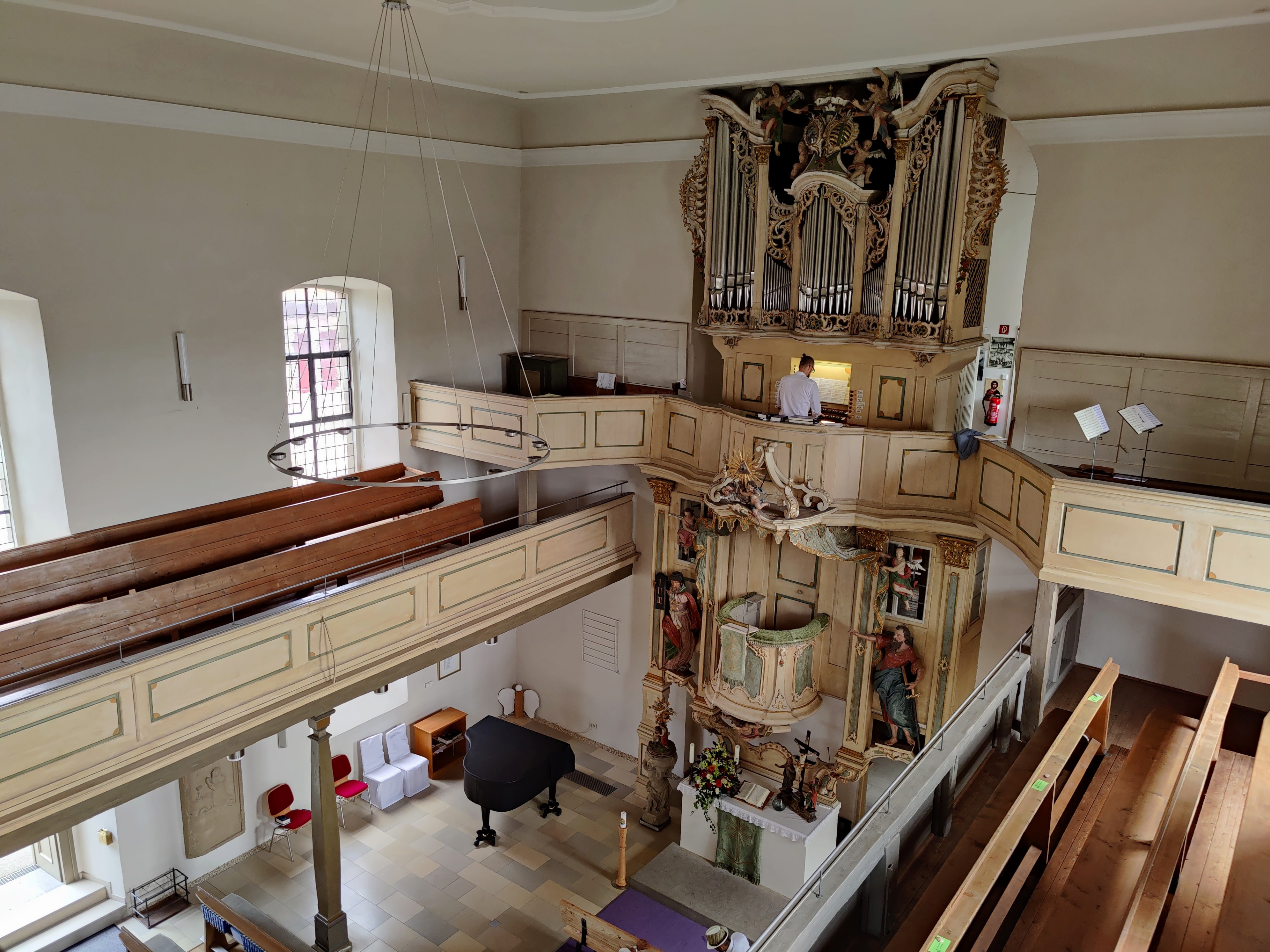
Altar und Orgel

Die Kirche wurde zwischen 1769 und 1772 im Auftrag von Fürst Ludwig Friedrich Karl erbaut. Sie besteht aus dem mit einem Mansarddach bedeckten Langhaus und dem Chorturm im Osten. Das oberste, einen achtseitigen Knickhelm tragende Geschoss des Turms beherbergt die Uhr und den Glockenstuhl für drei Kirchenglocken.
Zur Kirchenausstattung gehört ein Kanzelaltar, der von den barocken Statuen des Mose und des Paulus flankiert wird. Die Orgel auf der darüber liegenden Empore wurde 1979 von Kurt Oesterle als Rekonstruktion/Replik der Vorgängerorgel von 1771 von Johann Adam Ehrlich in ihr altes barockes Gehäuse gebaut. Sie besitzt 14 Register auf zwei Manualen und Pedal. 2016 erfolgte eine Überholung.